# Властелинът на пръстените (филм, 1978)
„Властелинът на пръстените“ (на английски: The Lord of the Rings) е анимационен фентъзи филм от 1978 г., режисиран от Ралф Бакши.
Филмът е адаптация на романите Задругата на пръстена и първата половина на Двете кули, части от фентъзи епоса на Дж. Р. Р. Толкин Властелинът на пръстените.

## Актьори
- Кристофър Гард – Фродо
- Уилям Скуайр – Гандалф
- Майкъл Шолс – Сам
- Джон Хърт – Арагорн
- Саймън Чандлър – Мери
- Доминик Гард – Пипин
- Норман Бърд – Билбо
- Майкъл Греъм Кокс – Боромир
- Антъни Даниелс – Леголас
- Дейвид Бък – Гимли
- Питър Уторп – Ам-гъл
- Фрейзър Кер – Саруман
- Филип Стон – Теоден
- Майкъл Декон – Змийския език
- Андре Морел – Елронд
- Алан Тилвърн – Пиволей
- Анет Кросби – Галадриел
- Джон Уестбрук – Дървобрад